# Sphenomorphus celebensis
Sphenomorphus celebensis — вид сцинкоподібних ящірок родини сцинкових (Scincidae). Ендемік Індонезії.

## Поширення і екологія
Sphenomorphus celebensis відомі за кількома зразками, зібраними на північному сході Сулавесі.